# Erik Algot Fredriksson
Erik Algot Fredriksson, född 13 juni 1885 död 14 maj 1930, var en svensk idrottsman och dragkampare tillhörande  Stockholmspolisens IF.
Vid Olympiska sommarspelen 1912 i Stockholm tog han guldmedalj i grenen dragkamp.